# 岡新
岡 新（おか あらた、1890年〈明治23年〉7月16日 - 1958年〈昭和33年〉3月23日）は、日本の海軍軍人。第3代総力戦研究所所長。海兵40期首席、海大甲種22期首席、砲術校高等科18期首席。最終階級は海軍中将。

## 略歴
東京府麻布区、現在の東京都港区出身。旧制東京府立第一中学校より海軍兵学校第40期入校。入校時成績順位は150名中第38位、卒業時成績順位は144名中首席。海軍大学校も首席卒業。
太平洋戦争勃発直前に於ける総力戦研究所での活躍が知られている。

## 名言
「スピード、スピード、これからの歴史は、今までの何倍、何十倍のスピードで進む。起ち上がるのも、亡び去るのも。」「若いときのひらめきには概して間違いがない。ひらめくことがあったら、それを深く深く、徹底的に掘り下げて考えてみろ。・・・」。1945年8月22日の記者会見で。

## 年譜
- 1890年（明治23年）7月16日- 東京府麻布区(現在の港区)生
- 1910年（明治43年）9月11日- 海軍兵学校入校 入校時成績順位150名中第38位
- 1911年（明治44年）7月17日- 成績品行善良章受章
- 1912年（明治45年）7月17日- 海軍兵学校卒業 卒業時成績順位144名中首席・任 海軍少尉候補生・装甲巡洋艦「吾妻」乗組・練習艦隊近海航海出発 永興湾~元山~鎮海~仁川~大連~旅順~佐世保~大阪~津~瀬戸内~佐世保方面巡航
  - 11月13日- 帰着
  - 12月5日- 練習艦隊遠洋航海出発 香港~シンガポール~フリーマントル~メルボルン~ホバート~ブリスベーン~パーム島~マカッサル~セブ島~呉淞方面巡航
- 1913年（大正2年）4月21日- 帰着
  - 5月1日- 戦艦「河内」乗組
  - 12月1日- 任 海軍少尉
- 1914年（大正3年）2月19日- 海軍水雷学校附
  - 8月15日- 海軍軍令部出仕
  - 12月1日- 海軍水雷学校普通科学生
- 1915年（大正4年）5月26日- 海軍砲術学校普通科学生
  - 12月13日- 任 海軍中尉・海軍水雷学校附
- 1916年（大正5年）2月17日- 巡洋戦艦「榛名」乗組
- 1917年（大正6年）12月1日- 戦艦「伊勢」乗組
- 1918年（大正7年）1月25日- 戦艦「日向」乗組
  - 12月1日- 任 海軍大尉・海軍砲術学校高等科第18期学生
- 1919年（大正8年）11月28日- 海軍砲術学校高等科首席修了
  - 12月1日- 戦艦「日向」分隊長
- 1920年（大正9年）9月18日- 軽巡洋艦「球磨」分隊長
- 1921年（大正10年）11月10日- 第3艦隊参謀兼副官
- 1922年（大正11年）12月1日- 海軍大学校甲種第22期学生
- 1924年（大正13年）11月26日- 海軍大学校甲種卒業 卒業時成績順位21名中首席
  - 12月1日- 任 海軍少佐・戦艦「日向」副砲長兼分隊長
- 1925年（大正14年）12月1日- 在イギリス日本大使館附海軍駐在武官府補佐官補
- 1927年（昭和2年）5月1日- 在イギリス日本大使館附海軍駐在武官府補佐官兼艦政本部造兵監督官
- 1928年（昭和3年）5月1日- 帰朝
  - 7月25日- 海軍軍令部兼海軍省出仕
  - 8月1日- 海軍省次席副官
  - 12月10日- 任 海軍中佐
- 1931年（昭和6年）10月8日- 海軍軍令部兼海軍省軍務局出仕
  - 12月9日- ジュネーヴ軍縮会議全権随員
- 1932年（昭和7年）11月1日- 在イギリス日本大使館附海軍駐在武官兼艦政本部造船造兵監督長
  - 12月1日- 任 海軍大佐
- 1935年（昭和10年）9月2日- 帰朝
  - 11月15日- 軽巡洋艦「木曾」艦長
- 1936年（昭和11年）11月10日- 軍令部兼海軍省出仕
  - 11月16日- 内閣調査官
- 1937年（昭和12年）10月25日- 企画院調査官
  - 12月1日- 海防艦「出雲」艦長
- 1938年（昭和13年）9月1日- 第4艦隊参謀長
  - 11月15日- 任 海軍少将
- 1939年（昭和14年）11月15日- 横須賀鎮守府参謀長
- 1940年（昭和15年）12月1日- 海軍省軍務局御用掛兼総力戦研究所長主事
- 1941年（昭和16年）10月15日- 海軍省軍務局御用掛兼総力戦研究所長心得
  - 11月1日- 支那方面艦隊司令部附
  - 11月15日- 上海在勤海軍駐在武官
- 1942年（昭和17年）11月1日- 任 海軍中将
- 1943年（昭和18年）8月20日- 軍令部出仕
  - 9月20日- 第3南遣艦隊司令長官
  - 11月11日- 勲一等瑞宝章受章
- 1944年（昭和19年）8月15日- 軍令部出仕
  - 11月1日- 大阪警備府長官
- 1945年（昭和20年）11月15日- 海軍省出仕
  - 11月30日- 海軍省廃官に依り予備役編入
- 1958年（昭和33年）3月23日- 死去 享年67

## 栄典・授章・授賞
位階
- 1914年（大正3年）1月30日 - 正八位[2]
- 1916年（大正5年）1月21日 - 従七位[3]
- 1919年（大正8年）1月10日 - 正七位[4]
- 1932年（昭和7年）12月28日 - 従五位[5]

勲章等
- 1939年（昭和14年）11月13日 - 勲二等瑞宝章[6]

外国勲章佩用允許
- 1929年（昭和4年）9月28日 - オランダ王国：コマンドールオランジュナッソー勲章[7]
- レジオンドヌール勲章オフィシエ ：1930年（昭和15年）7月24日[8]